# Lycoriella spatitergum
Lycoriella spatitergum là một ruồi trong họ Sciaridae, thuộc chi Lycoriella.